# Philippe de Montesquiou-Fézensac
Pour les autres membres de la famille, voir Famille de Montesquiou.
Philippe André François, comte de Montesquiou-Fezensac de Marsan, né le 30 novembre 1753 à Marsan (Gers), mort le 7 février 1833 à Paris, est un général français.

## Biographie
Fils de Marc-Antoine de Montesquiou-Fézensac, comte de Montesquiou, capitaine au régiment de la Marine, et de Françoise Catherine de Narbonne-Lara, et frère du duc François-Xavier-Marc-Antoine de Montesquiou-Fézensac, il entre en service dans le régiment Royal Vaisseaux le 12 mai 1770, et il passe capitaine au régiment Lorraine dragons le 7 avril 1774.
Le 13 avril 1780 il est nommé colonel commandant le régiment de Lyonnais.
Il est promu maréchal de camp le 6 octobre 1791 et est envoyé à Avignon pour arrêté les bandes marseillaises qui sévissent dans la région. En 1792, il obtient le commandement de la partie Sud de Saint-Domingue, et il réussit à s’y maintenir malgré les menées des commissaires Poverel et Santhonax, qui ravageaient les autres parties de l’île. Il passe ensuite par la Jamaïque, comme beaucoup de Réfugiés français de Saint-Domingue en Amérique.
Apprenant la mort de Louis XVI, il quitte son commandement en 1793, et sur ordres des commissaires, il est emprisonné sur un vaisseau pour être envoyé à la Convention, dès que les communications par mer seraient devenues libres. Après un an dans sa prison, il est remis en liberté à la chute de Robespierre le 27 juillet 1794, et il émigre aux États-Unis.
De retour en France sous le Consulat, il ne prend aucun commandement pendant le premier Empire.
Lors de la première Restauration, le roi Louis XVIII le nomme lieutenant général le 25 octobre 1814, et commandant du département du Gers. Il quitte son commandement au retour de Napoléon en 1815.
À la seconde Restauration, en septembre 1815, il est désigné pour être président du collège électoral de son département, et le 1er novembre suivant, il est fait commandeur de Saint-Louis. Il est admis à la retraite le 19 juin 1816.
Il meurt le 7 février 1833 à Paris.
Gendre de Ange Laurent Lalive de Jully, il est le père du général Raymond Aymeric Philippe Joseph de Montesquiou-Fezensac.

## Sources
- (en) « Generals Who Served in the French Army during the Period 1789 - 1814: Eberle to Exelmans »
- Thierry Pouliquen, « Les généraux français et étrangers ayant servis [sic] dans la Grande Armée » (consulté le 18 juillet 2014)
- Prosper Lafforgue, Histoire de la ville d'Auch depuis les romains jusqu'en 1789, Tome 2, L.A Brun, libraire éditeur, 1851, p. 298.
- Baptiste-Pierre Courcelles, Dictionnaire historique et biographique des généraux français : depuis le onzième siècle jusqu'en 1822, vol.8, l’Auteur, 1822, 459 p. (lire en ligne), p. 7.
- Georges Six, Dictionnaire biographique des généraux & amiraux français de la Révolution et de l'Empire (1792-1814), Paris : Librairie G. Saffroy, 1934, 2 vol., p. 218-219